# Vnitromolekulární Heckova reakce
Vnitromolekulární Heckova reakce je reakce aryl- nebo alkenylhalogenidových skupin s alkenovými, která probíhá v rámci stejné molekuly. Produkty mohou být karbocyklické nebo heterocyklické sloučeniny. Pokud se jako katalyzátory použijí chirální komplexy palladia, tak mohou vznikat i neracemické chirální sloučeniny.
Při Heckových reakcích za katalýzy komplexy palladia reagují aryl- či alkenylhalogenidy s alkeny za vzniku substituovaných alkenů. Vnitromolekulárními variantami této reakce lze vytvořit cyklické molekuly obsahující endo nebo exo-dvojné vazby. Takto lze vytvořit kruhy obsahující až 27 atomů. Chirální katalyzátory umožňují vytváření terciárních či kvarterních stereocenter s vysokými enantioselektivitami. Je známa i řada tandemových reakcí, ve kterých alkylpalladiové meziprodukty před β-hydridovými eliminacemi vstupují do vnitro- nebo mezimolekulárních reakcí.
(1)

## Mechanismus a stereochemie

### Neutrální mechanismus
Neutrální mechanismus Heckovy reakce začíná oxidační adicí aryl- nebo alkenylhalogenidu na koordinačně nenasycené komplexy Pd0 (obvykle se dvěma fosfinovými ligandy) za vzniku komplexu I. Disociací fosfinového ligandu a následným spojením s alkenem se vytvoří komplex II a migrační insercí alkenu na vazbu uhlík-palladium bond vznikne nová vazba uhlík–uhlík. 
Inserce probíhá suprafaciálně, ale diedrický úhel mezi alkenem a vazbou palladium-uhlík se mlže pohybovat od 0° do ~90°. Po inserci dojde k β-hydridové eliminaci vytvářející konečný produkt a palladnato-hydridový komplex IV, jež se zásadou redukuje zpět na Pd0.
(2)

### Kationtový mechanismus
Většina asymetrických Heckových reakcí využívajících chirální fosfiny probíhá kationtově. Oxidační adicí arylperfluorsulfonátu vznikne kationtový arylový komplex palladia V. Poté mechanismus probíhá stejně jako neutrální, pouze se na palladiu nachází další koordinačně nenasycené místo, v důsledku čehož ke koordinaci alkenu není nutná disociace ligandu; k redukci palladnatého hydridového komplexu VIII na Pd0 je stále potřeba stechiometrické množství zásady. K iniciaci kationtového mechanismu u arylhalogenidů lze použít halogenidy stříbra.
(3)

### Aniontový mechanismus
Reakce využívající octan palladnatý a fosfiny probíhají aniontově. Pomocí zásady se fosfinové ligandy oxidují palladnatými ionty na fosfinoxidy. Následně oxidační adice vytvoří aniontový komplex IX, ze kterého se po odštěpení halogenidu stane neutrální komplex X, který poté reaguje podobně jako u neutrálního mechanismu a obnoví aniontový komplex IX.
Podobně probíhají také reakce objemných Pd-tri(terc-butyl)fosfinových komplexů.
(4)

### Tvorba terciárních a kvartérních stereocenter
Asymetrické Heckovy reakce využívají terciární nebo kvartérní stereocentra. Pokud se při migrační inserci utvoří kvartérní stereocentrum vedle vazby palladium-uhlík (jako je tomu u reakcí trisubstitovaných a 1,1-disubstituovaných alkenů), tak nemůže na tomto centru nastat β-hydridová eliminace a konfigurace na tomto centru zůstává u produktu zachována. Podobně nemůže β-hydridová eliminace proběhnout, jestliže není dostupný vodík v poloze syn vůči vazbě palladium-uhlík.
(5)

## Rozsah a omezení
Vnitromolekulární Heckovy reakce mohou být použity na tvorbu kruhů různých velikostí; v závěrečných krocích nemusí být nutné β-hydridové eliminace. Jsou známy i tandemové postupy zahrnující tento druh reakcí.
Nejvyužívanějším druhem cyklizace při Heckových vnitromolekulárních reakcích jsou 5-exo-cyklizace, při kterých vznikají pětičlenné kruhy s exocyklickými alkenovými skupinami. Produkty mají většinou cis-konfiguraci.
(6)
Dalším běžným druhem je 6-exo-cyklizace. Vysoká stabilita katalyzátorů Heckových reakcí umožňuje tvorbu sloučenin s vysokým kruhovým napětím za vyšších teplot. V níže zobrazeném příkladu musí být aren a alken v energeticky nevýhodných konformacích.
(7)
Endo-cyklizace nejčastěji probíhají tehdy, když se použijí malé nebo velké kruhy; zpravidla jsou 5-endo-cyklizace výhodnější než 4-exo-cyklizace. Výtěžky endo-produktů se zvyšují s rostoucími velikostmi kruhů, což je možné pozorovat například na cykloheptenech, cyklooktenech a cyklononenech.
(8)
Prozkoumány byly také tandemové procesy využívající vnitromolekulární Heckovy reakce. Alkylpalladnaté meziprodukty vytvořené po migrační inserci mohou za přítomnosti dalšího alkenu znovu vstoupit do inserčních reakcí (jak vnitro-, tak i mezimolekulárních). Při použití dienů vznikají π-allylpalladnaté sloučeniny, jež mohou reagovat s nukleofily; tato varianta byla například použita na přípravu (–)-morfinu.
(9)
Asymetrické vnitromolekulární Heckovy reakce mohou vytvářet terciární i kvartérní stereocentra. Nejrozšířenějším katalyzátorem takových reakcí je BINAP. Těmito reakcemi lze například provádět selektivní desymetrizace, in ve kterých se chirální arylpalladiový meziprodukt navazuje na jednu enanciotopní dvojnou vazbu.
(10)

## Využití
Možnost použít při vnitromolekulárních Heckových reakcích mnoho různých funkčních skupin je činí vhodnými pro pozdní fáze syntéz. Během přípravy (±)-FR900482 byla taková reakce použita na vytvoření tricyklického systému bez narušení sousedních citlivých skupin.
(11)
Vnitromolekulární Heckovy reakce byly zahrnuty do syntéz několika přírodních látek. Jedním z příkladů je uzavírání makrocyklu v totální syntéze cytotoxinu (–)-mandelalidu A.
V dalším případě byl tandem obsahující vnitromolekulární Heckovu reakci zahrnut do přípravy kyseliny (–)-skopadulové. 6-exocyklizace vytváří kvartérní centrum a neopentyl-σ-palladiový meziprodukt, který vstupuje do 5-exo cyklizace.
(12)

## Srovnání s jinými postupy
Metodou nejpodobnější vnitromolekulární Heckově reakci je radikálová cyklizace. Radikálové cyklizace jsou často reduktivní, což může za přítomnosti citlivých substrátů způsobovat vedlejší reakce. I vnitromolekulární Heckovy reakce lze provést v reduktivních podmínkách. Radikálové cyklizace nevyžadují, na rozdíl od Heckových reakcí, spojení dvou sp2-hybridizovaných uhlíků. V některých případech se radikálové cyklizace a vnitromolekulární Heckovy reakce navzájem doplňují.

## Podmínky a provedení

### Obvyklé reakční podmínky
I když jsou nejčastěji používané katalyzátory založené na Pd0 (Pd(PPh3)4, Pd2(dba)3 a jejich deriváty) komerčně dostupné, tak mohou být, s vysokými výtěžnostmi, připraveny v laboratoři. Octan palladnatý je snadno dostupný a lze jej zredukovat fosfiny na Pd0; obvykle se používají tři ekvivalenty fosfinu na jeden ekvivalent octanu palladnatého, kdy se jako aktivní katalyzátor vytváří Pd(PR3)2. Za účelem zlepšení stereoselektivity se používají bidentátní fosfinové ligandy.
Zásady, kterých lze použít široké spektrum, se často přidávají v nadbytku. Nejrozšířenější zásadou v těchto reakcích je uhličitan draselný; anorganické zásady jsou většinou vhodnější než organické. Do reakčních směsí se přidává také řada dalších přísad, jako jsou stříbrné soli, které řídí reakci ke kationtovému mechanismu, a halogenidy, jež u aryltriflátů vyvolávají neutrální průběh reakce. Stabilitu katalyzátoru lze v některých případech zlepšit alkoholy a reakce probíhající aniontově lze vylepšit pomocí octanů.

### Příklad reakce
(13)
Roztok amidu (0,365 g, 0,809 mmol), Pd(PPh3)4 (0,187 g, 0,162 mmol) a triethylaminu (1,12 ml, 8,08 mmol) v MeCN (8 ml) byl v uzavřené zkumavce pomalu zahříván na 120 °C. Po 4hodinovém míchání byla reakční směs ochlazena na pokojovou teplotu, a rozpouštědlo odpařeno. Ze zbytku (rozpuštěného v dichlormethanu) byl pomocí chromatografie (0,270 g, výtěžnost 90 %) jako bezbarvá olejovitá kapalina; Rf 0,42 (EtOAc/petrolether 10:1)